# Héctor Obregón Pérez
Héctor Andrés Obregón Pérez (Caracas, Venezuela; 29 de agosto de 1983) es un abogado y político venezolano, presidente de la estatal petrolera venezolana PDVSA, de la cual también ejerció como vicepresidente ejecutivo de manera temporal.

## Biografía
Viene ocupando diversos cargos en el gobierno, entre ellos, fue director general del despacho del Ministerio de Comunicación e Información en 2017; director general del Servicio Autónomo de Registros y Notarías (Saren) en 2019; en marzo de 2020 fue designado como presidente de la Corporación Venezolana de Comercio Exterior, según decreto N.º 4.162 publicado en Gaceta Oficial; también fue presidente del Banco de Desarrollo Económico y Social (Bandes) cuyo nombramiento se publicó en Gaceta Oficial en septiembre de 2020.
En enero de 2023 Maduro lo había designado como viceministro de Economía Digital, Banca, Seguros y Valores para después ocupar un cargo en la junta directiva de PDVSA en Finanzas y luego como miembro principal y vicepresidente ejecutivo en marzo de 2023. En agosto de 2024 es nombrado presidente de Pdvsa.